# Касидоли (Прибој)
Касидоли су насеље у Општини Прибој у Златиборском округу. Према попису из 2022. било је 278 становника.

## Географија
Засеоци насеља Касидоли су: Поље, Врбова, Милијеш, Јабуке и Радојићи.

## Демографија
У насељу Касидоли живи 374 пунолетна становника, а просечна старост становништва износи 39,8 година (38,8 код мушкараца и 40,9 код жена). У насељу има 151 домаћинство, а просечан број чланова по домаћинству је 3,01.
Ово насеље је углавном насељено Србима (према попису из 2002. године), а у последња три пописа, примећен је пад у броју становника.
|  |

| Демографија | Демографија | Демографија |
| Година      | Становника  | Становника  |
| ----------- | ----------- | ----------- |
| 1948.       | 831         |             |
| 1953.       | 918         |             |
| 1961.       | 1.011       |             |
| 1971.       | 987         |             |
| 1981.       | 799         |             |
| 1991.       | 522         | 521         |
| 2002.       | 455         | 486         |

| Етнички састав према попису из 2002.‍ | Етнички састав према попису из 2002.‍ | Етнички састав према попису из 2002.‍ | Етнички састав према попису из 2002.‍ | Етнички састав према попису из 2002.‍ |
| ------------------------------------ | ------------------------------------ | ------------------------------------ | ------------------------------------ | ------------------------------------ |
|                                      |                                      |                                      |                                      |                                      |
| Срби                                 | Срби                                 |                                      | 390                                  | 85,71%                               |
| Муслимани                            | Муслимани                            |                                      | 37                                   | 8,13%                                |
| Црногорци                            | Црногорци                            |                                      | 14                                   | 3,07%                                |
| Бошњаци                              | Бошњаци                              |                                      | 12                                   | 2,63%                                |
| Југословени                          | Југословени                          |                                      | 2                                    | 0,43%                                |
| непознато                            | непознато                            |                                      | 0                                    | 0,0%                                 |

| Година пописа     | 1948. | 1953. | 1961. | 1971. | 1981. | 1991. | 2002. |
| ----------------- | ----- | ----- | ----- | ----- | ----- | ----- | ----- |
| Број домаћинстава | 144   | 162   | 193   | 194   | 194   | 157   | 151   |

| Број чланова      | 1  | 2  | 3  | 4  | 5  | 6 | 7 | 8 | 9 | 10 и више | Просек |
| ----------------- | -- | -- | -- | -- | -- | - | - | - | - | --------- | ------ |
| Број домаћинстава | 26 | 35 | 28 | 42 | 13 | 7 | 0 | 0 | 0 | 0         | 3,01   |

| Пол    | Укупно | Неожењен/Неудата | Ожењен/Удата | Удовац/Удовица | Разведен/Разведена | Непознато |
| ------ | ------ | ---------------- | ------------ | -------------- | ------------------ | --------- |
| Мушки  | 196    | 67               | 119          | 10             | 0                  | 0         |
| Женски | 193    | 37               | 119          | 34             | 3                  | 0         |
| УКУПНО | 389    | 104              | 238          | 44             | 3                  | 0         |

| Пол    | Укупно                    | Пољопривреда, лов и шумарство | Рибарство                            | Вађење руде и камена | Прерађивачка индустрија       |
| ------ | ------------------------- | ----------------------------- | ------------------------------------ | -------------------- | ----------------------------- |
| Мушки  | 87                        | 15                            | 0                                    | 0                    | 29                            |
| Женски | 34                        | 14                            | 0                                    | 0                    | 3                             |
| УКУПНО | 121                       | 29                            | 0                                    | 0                    | 32                            |
| Пол    | Производња и снабдевање   | Грађевинарство                | Трговина                             | Хотели и ресторани   | Саобраћај, складиштење и везе |
| Мушки  | 1                         | 6                             | 10                                   | 1                    | 5                             |
| Женски | 0                         | 0                             | 2                                    | 1                    | 1                             |
| УКУПНО | 1                         | 6                             | 12                                   | 2                    | 6                             |
| Пол    | Финансијско посредовање   | Некретнине                    | Државна управа и одбрана             | Образовање           | Здравствени и социјални рад   |
| Мушки  | 0                         | 1                             | 5                                    | 14                   | 0                             |
| Женски | 0                         | 0                             | 0                                    | 7                    | 6                             |
| УКУПНО | 0                         | 1                             | 5                                    | 21                   | 6                             |
| Пол    | Остале услужне активности | Приватна домаћинства          | Екстериторијалне организације и тела | Непознато            | Непознато                     |
| Мушки  | 0                         | 0                             | 0                                    | 0                    | 0                             |
| Женски | 0                         | 0                             | 0                                    | 0                    | 0                             |
| УКУПНО | 0                         | 0                             | 0                                    | 0                    | 0                             |